# 春の戯れ
『春の戯れ』（はるのたわむれ）は、映画芸術協会と新東宝が協同で製作した映画である。1949年4月12日に公開された。

## 概要
- マルセル・パニョルの戯曲『マリウス』を山本嘉次郎が日本の港町を舞台に翻案、映画化した恋愛映画。また『風の子』に続く映画芸術協会が製作した2番目の作品でもある[1]。

## あらすじ
動乱であった幕末の時代が終わりを告げ、明治に入った初頭の頃。品川の居酒屋『入舩屋』の金蔵のせがれである正吉は、まだ見ない未知の外国へ行く事を夢見ており、その文明の国をこの目で見たいと考えている。特に横浜にあるイギリス波止場に来航したノルマンジャ号を見てからは一段と自国とはかけ離れた文明の国への憧れに胸を躍らせるようになる。
そんなある日、『入舩屋』にノルマンジャ号の日本人の乗組員が水夫長とともにやって来る。彼らは酒を飲みながら、ニューヨークの話、シンガポールの話、パナマの話を正吉に話し、そして正吉も彼らの話を聞くうちに夢に拍車がかかって行く。さらに水夫長は正吉に「外国へ行きたかったら、ノルマンジャ号の乗組員にしてやるから、出港までに尋ねて来いよ」と耳元で囁く。これを聞いた正吉は居ても立っても居られなくなる。
しかし、正吉にはお花という好きな女性がいた。お花は19歳の娘盛りで、小さい頃からの正吉の遊び相手でもあり、正吉を愛している。また、正吉もお花の気持ちには気付いていたが、それよりも海に行きたいという夢があった。
そんな中、町の呉服屋の大旦那徳兵衛は妻を亡くして、寂しい思いをしていたが、お花を見初めていた。お花は受け合わなかったがある日、徳兵衛は正式にお花を嫁に貰いに来る。正吉は夢と愛の狭間で揺れるが、ノルマンジャ号出航の前夜、お花は正吉を引き止めたい一心で身体を許してしまう。
翌朝、正吉はお花を想って夢を諦めようとするが、正吉の苦しむ姿を見たお花は、徳兵衛との結婚をほのめかすことで強引に正吉を送り出す。正吉は裏切られた想いを抱えて旅立つ。
しばらくしてお花の妊娠が発覚する。そこに徳兵衛が結婚を申し込みに来るが、お花は自分が正吉の子を妊娠していると告げて丁重に断る。しかし徳兵衛はそのことを全て承知の上で、敢えて知らないふりをしてお花を嫁にもらおうとしていたのである。徳兵衛の深い愛情に心打たれたお花は、徳兵衛からの求婚を受ける。
それから1年半後、お花は無事に男の子を産み、徳兵衛ともども幸せに暮らしている。そこに正吉が帰って来る。お花が自分の子を産んだと知った正吉はお花と子供を取り戻そうと徳兵衛らの前に現れる。お花は昔と変わらぬ想いを正吉に抱いていることを認めつつも、徳兵衛の深く大きな愛情を受けて親子3人で幸せに暮らしており、また息子は理屈上は正吉の子だが、今は間違いなく徳兵衛の子なのだと正吉に告げる。
正吉は再び船に乗って旅立つ。それをお花と息子は見送る。

## キャスト
- お花 - 高峰秀子
- 正吉 - 宇野重吉： 西洋に憧れる青年。お花の幼馴染み。
- 金蔵 - 徳川夢声： 居酒屋「入舩屋」の主人。正吉の父親。文明開化嫌い。
- ボスン水夫長 - 江川宇礼雄： 正吉を気に入り、ノルマンジャ号の乗組員に誘う。
- 徳兵衛 - 三島雅夫： 越後屋の主人。歳が離れているがお花を後添いにと考えている。
- 甚兵衛 - 鳥羽陽之助： はや船の船頭。陸蒸気が開通したために客が激減。
- おなきのカンコ - 一の宮あつ子： 男に捨てられて気が狂ったと言われている女。
- おろく - 飯田蝶子： お花の母親。

## スタッフ
- 製作：青柳信雄、山本嘉次郎
- 監督：山本嘉次郎
- 脚本：山本嘉次郎
- 撮影：山崎一雄
- 音楽：早坂文雄
- 美術：松山崇
- 録音：神山正和
- 照明：秋山清幸